# Āgenskalns
Āgenskalns (dawniej niem. Hagensberg) – jeden z mikrorejonów Rygi – stolicy Łotwy – położony w dystrykcie Kurzeme. Według danych na rok 2021 Āgenskalns zamieszkiwało 23 800 osób, a gęstość zaludnienia wyniosła 5162 os./km².
Do końca XIX wieku osobna wieś położona na lewym brzegu Dźwiny (Daugava) tzn. Pārdaugava – Zadźwinie. Pod koniec XIX w. po rozebraniu fortyfikacji Ryskich i dekretu nie używać więcej Rygi jako fortecy została wcielona jako kolejna dzielnica miasta. W przeciwieństwie do tzw. Centrs w Āgenskalns secesja jest w przewadze drewniana i zachowana do dzisiaj. Na terenie tej dzielnicy budowane były również socjalistyczne bloki i szkoły, zwłaszcza w okolicy Melnsila iela.
Āgenskalns w dosłownym tłumaczeniu znaczy Skalna Góra.
Dzielnica jest jedną z najbiedniejszych dzielnic w mieście, w wielu XIX-wiecznych budynkach nie ma do dziś ciepłej wody ani kanalizacji.

## Geografia
Całkowita powierzchnia Āgenskalns wynosi 4,61 km², czyli prawie tyle samo ile wynosi średnia powierzchnia wszystkich mikroregionów Rygi. Graniczy m.in. z Daugavgrīva oraz Dreiliņi.

## Galeria

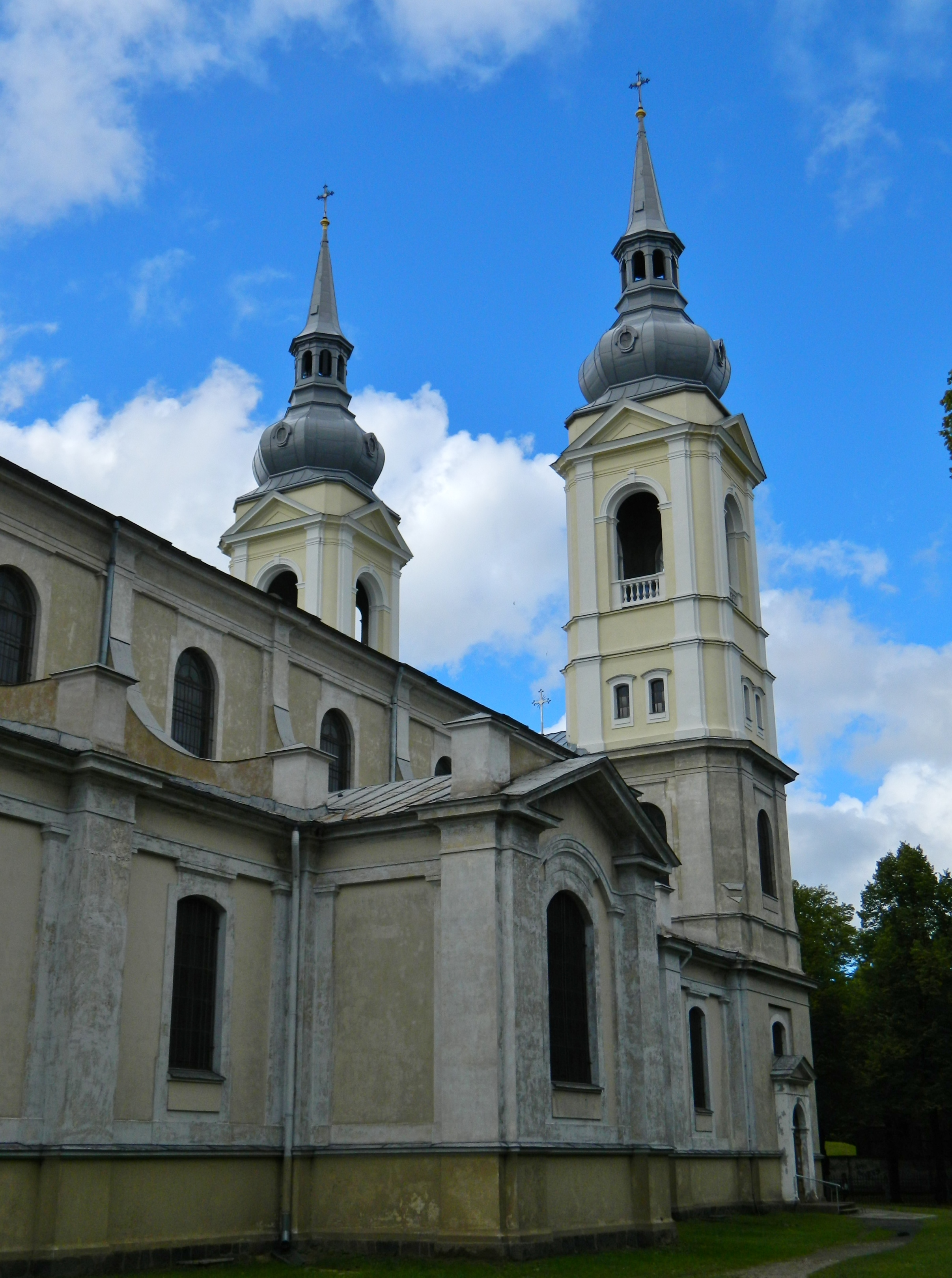
Kościół św. Alberta w Āgenskalns
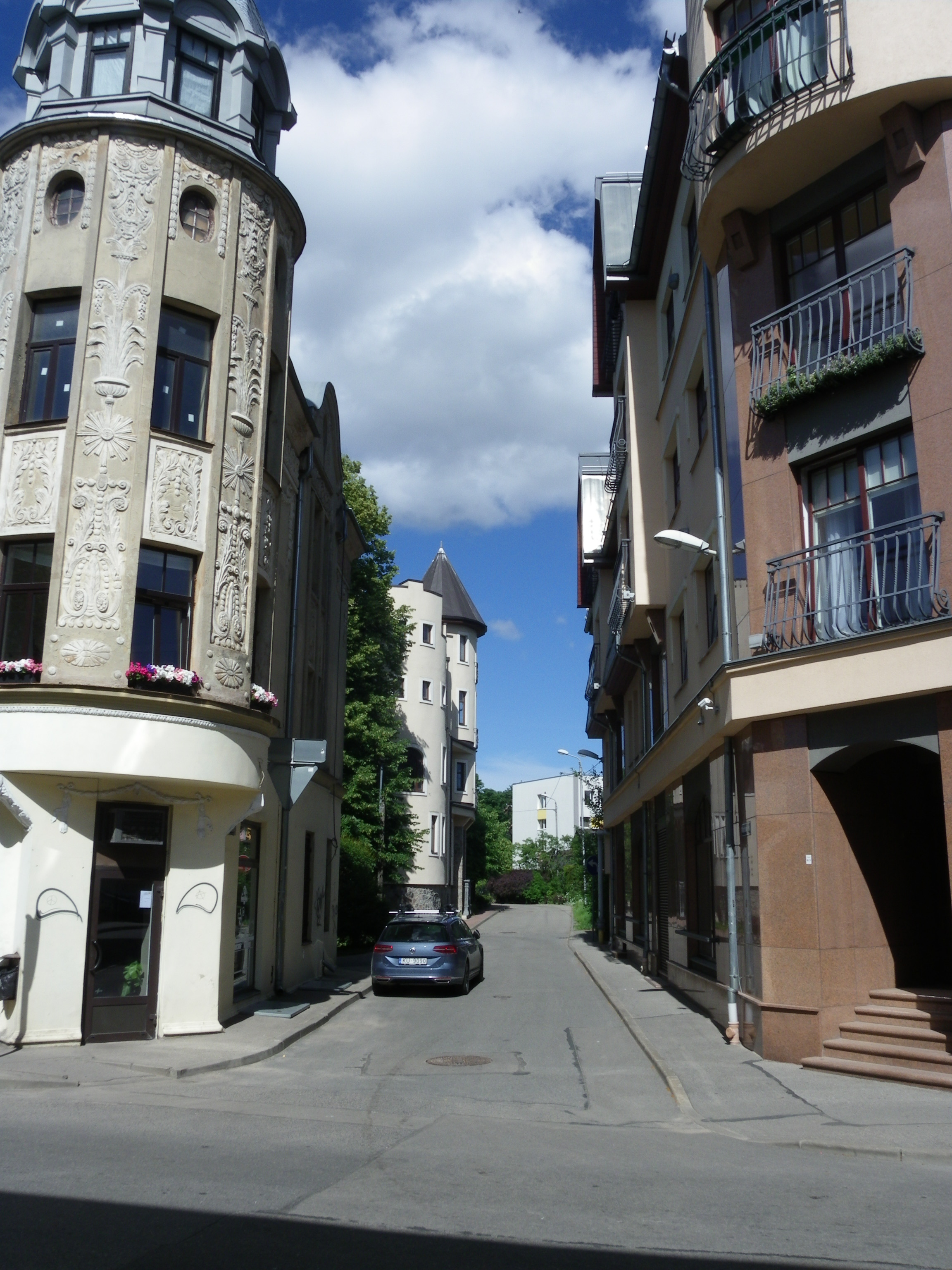
Ulica Maiznieku w Āgenskalns
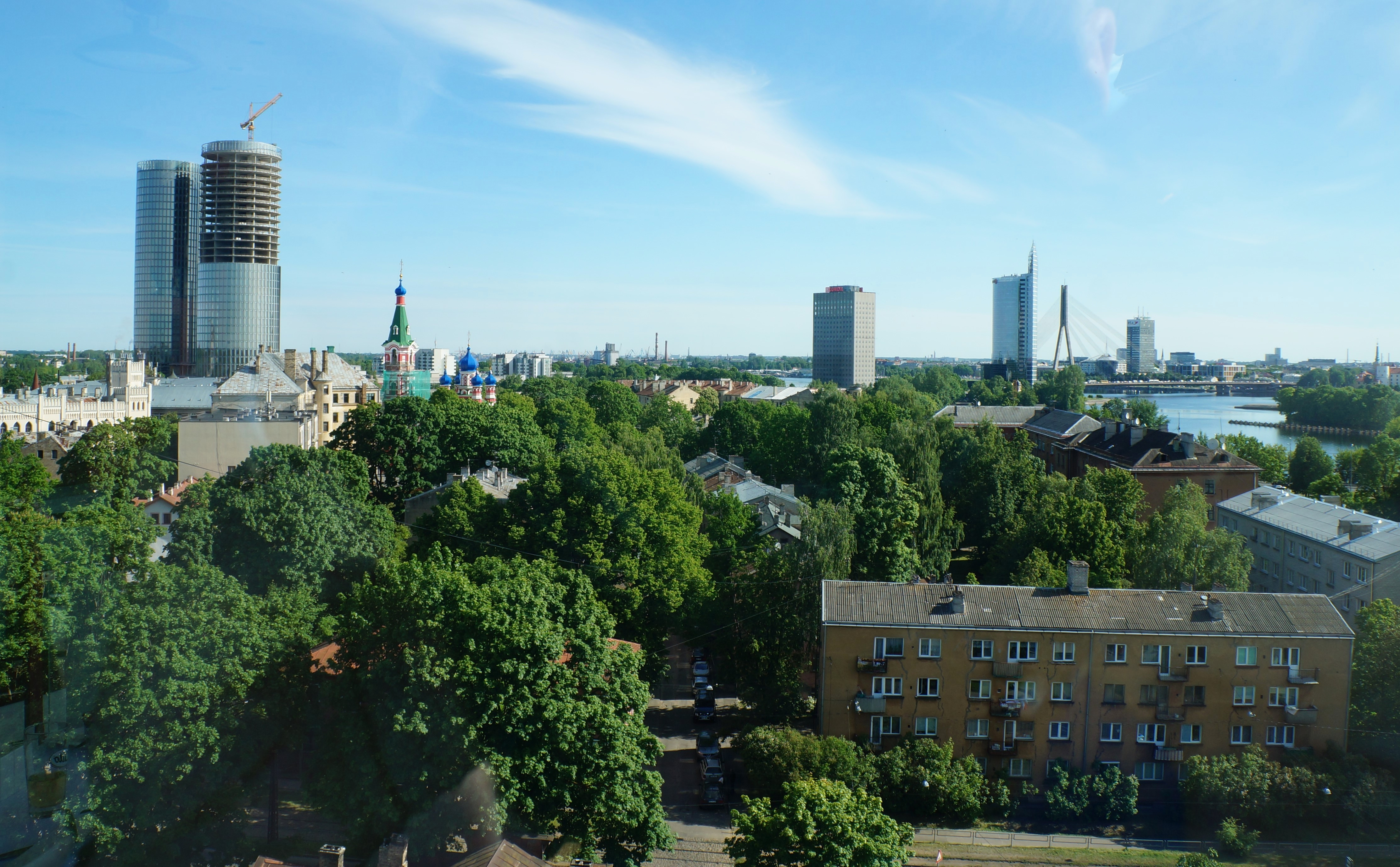
Panorama Āgenskalns
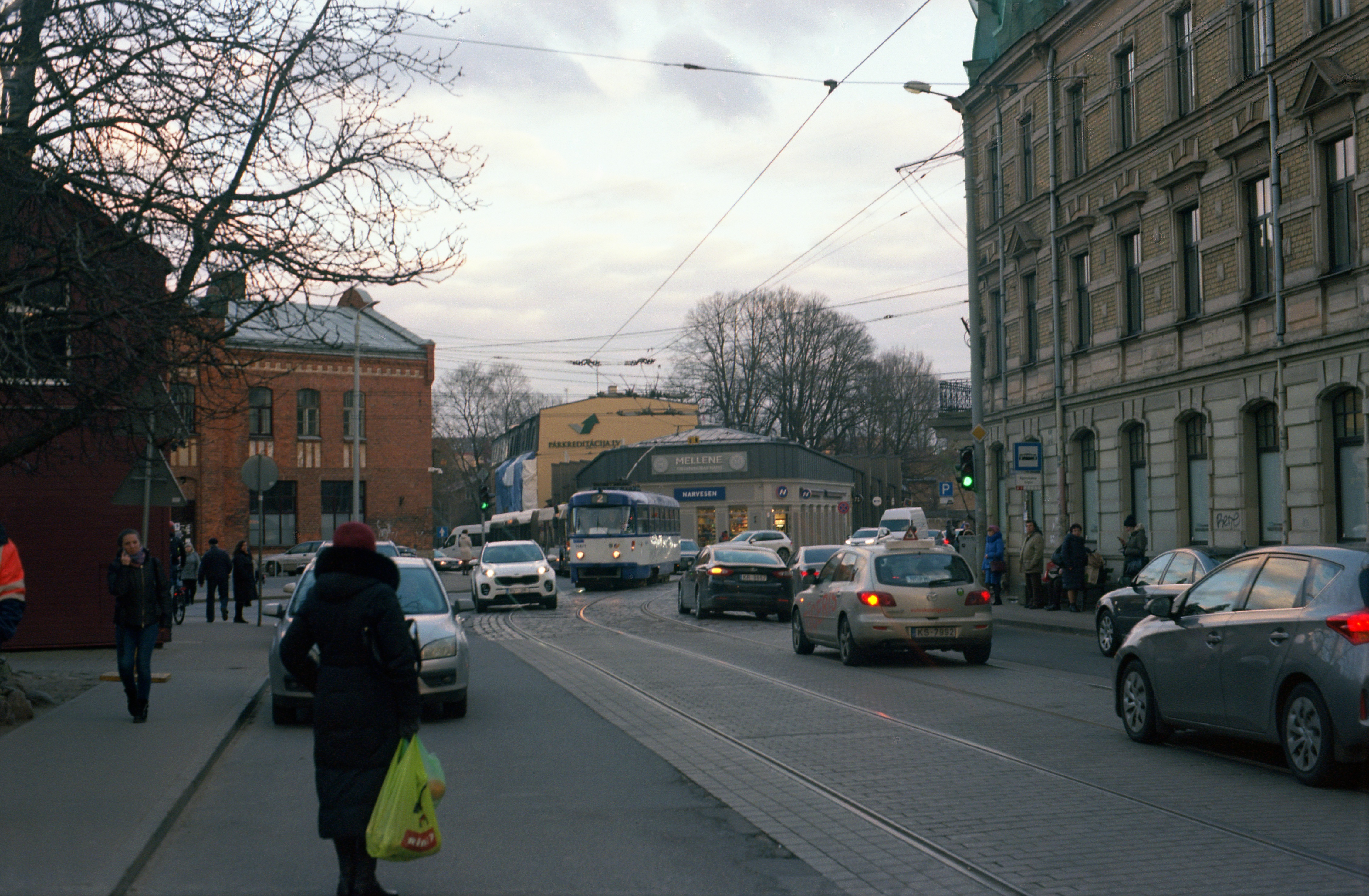
Zdjęcie linii tramwajowej w Āgenskalns
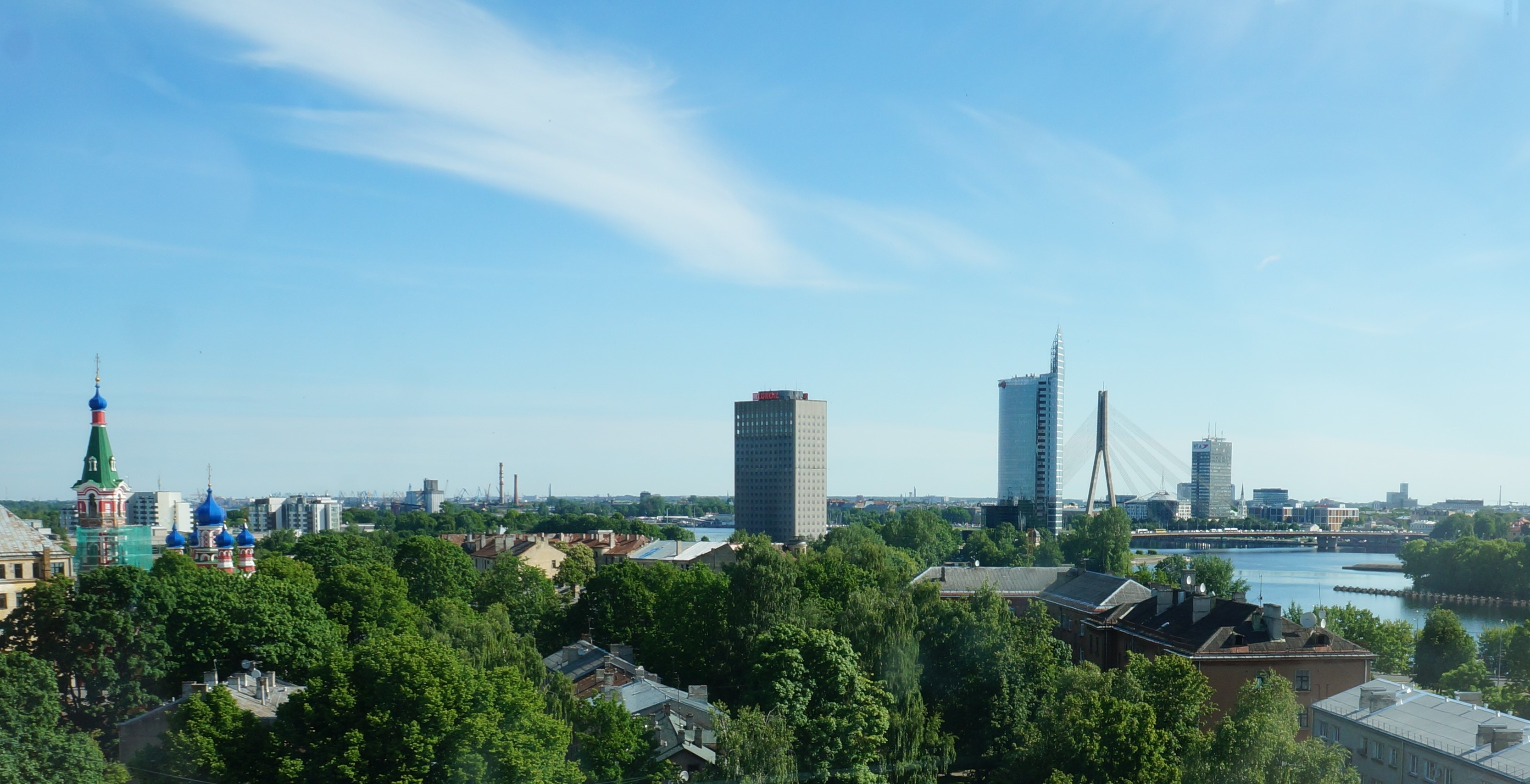
Panorama Āgenskalns